# Oleksijiwka (Losowa)
Oleksijiwka (ukrainisch Олексіївка; russisch Алексеевка Alexejewka) ist ein Dorf in der ukrainischen Oblast Charkiw mit etwa 1800 Einwohnern (2001).

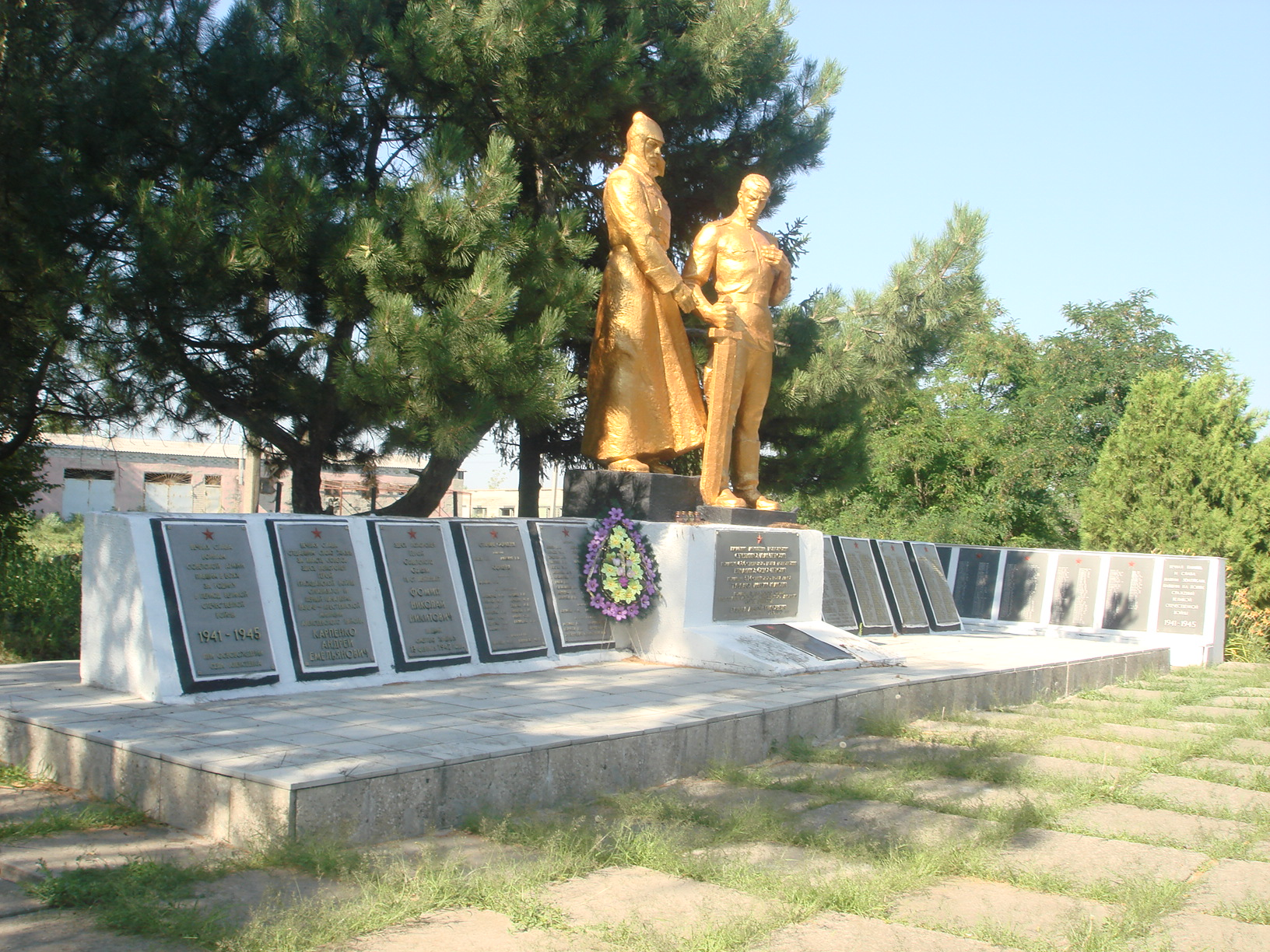
Denkmal im Ort

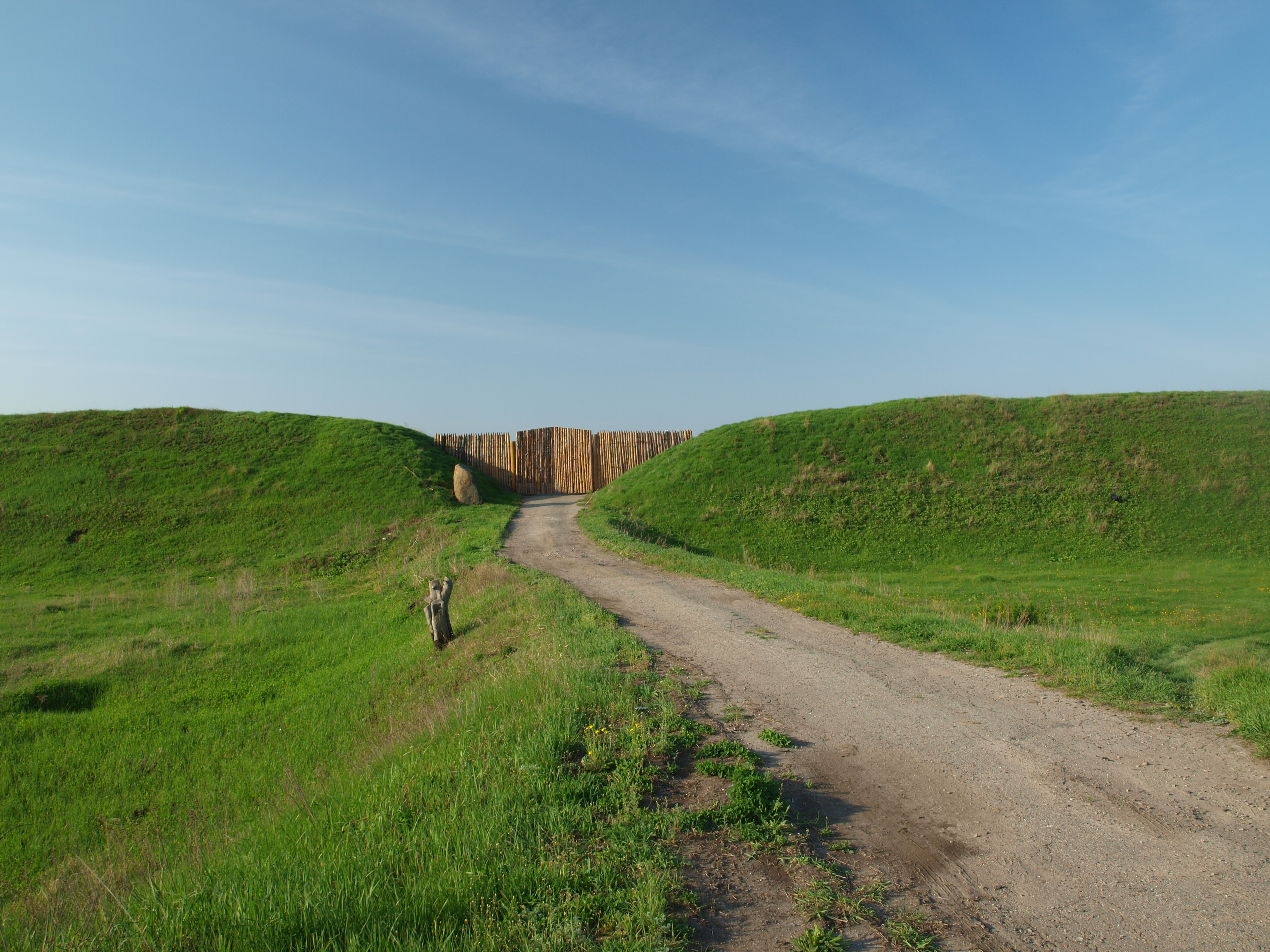
Eingang zur denkmalgeschützten Festung

Im Zusammenhang mit dem Bau einer Kosakenfestung, die Teil der ukrainischen Verteidigungslinie zum Schutz der Sloboda-Ukraine vor Überfällen der Krimtataren war, wurde das Dorf 1731 gegründet.
Die Ortschaft liegt auf einer Höhe von 72 m am Ufer der Bereka (Берека), einem 82 km langen, rechten Nebenfluss des Siwerskyj Donez, 5 km östlich vom ehemaligen Rajonzentrum Perwomajskyj und etwa 90 km südlich vom Oblastzentrum Charkiw.
Durch das Dorf verläuft in Ost-West-Richtung die Territorialstraße T–21–10.

## Verwaltungsgliederung
Am 14. Dezember 2020 wurde die Ansiedlung zum Zentrum der neugegründeten Landgemeinde Oleksijiwka (Олексіївська сільська громада/Oleksijiwska silska hromada). Zu dieser zählten auch die 11 Dörfer Bereka, Berestky, Jefremiwka, Kamjanka, Kysseli, Mychajliwka, Nowoberezke, Pererisniwka, Semeniwka, Sumzi und Werchnij Byschkyn sowie die Ansiedlungen Slobidske, Trijtschate und Trojizke, bis dahin bildete sie die gleichnamige Landratsgemeinde Oleksijiwka (Олексіївська сільська рада/Oleksijiwska silska rada) im Zentrum des Rajons Perwomajskyj.
Am 12. Juni 2020 kamen noch weitere 10 in der untenstehenden Tabelle aufgelistete Dörfer zum Gemeindegebiet.
Am 17. Juli 2020 kam es im Zuge einer großen Rajonsreform zum Anschluss des Rajonsgebietes an den Rajon Losowa.
Folgende Orte sind neben dem Hauptort Oleksijiwka Teil der Gemeinde:
| Name                     | Name           | Name                              |
| ukrainisch transkribiert | ukrainisch     | russisch                          |
| ------------------------ | -------------- | --------------------------------- |
| Bereka                   | Берека         | Берека                            |
| Berestky                 | Берестки       | Берестки (Berestki)               |
| Jefremiwka               | Єфремівка      | Ефремовка (Jefremowka)            |
| Kamjanka                 | Кам’янка       | Каменка (Kamenka)                 |
| Kartamysch               | Картамиш       | Картамыш                          |
| Krassywe                 | Красиве        | Красивое (Krassiwoje)             |
| Krutojarka               | Крутоярка      | Крутоярка                         |
| Kysseli                  | Киселі         | Кисели (Kisseli)                  |
| Losiwske                 | Лозівське      | Лозовское (Losowskoje)            |
| Maksymiwka               | Максимівка     | Максимовка (Maksimowka)           |
| Mychajliwka              | Михайлівка     | Михайловка (Michailowka)          |
| Mykolajiwka              | Миколаївка     | Николаевка (Nikolajewka)          |
| Nowoberezke              | Новоберецьке   | Новоберекское (Nowoberekskoje)    |
| Odradowe                 | Одрадове       | Отрадово (Otradowo)               |
| Pererisniwka             | Перерізнівка   | Перерезновка (Pereresnowka)       |
| Rokytne                  | Рокитне        | Ракитное (Rakitnoje)              |
| Schewtschenkowe          | Шевченкове     | Шевченково (Schewtschenkowo)      |
| Semeniwka                | Семенівка      | Семеновка (Semenowka)             |
| Slobidske                | Слобідське     | Слободское (Slobodskoje)          |
| Stepowe                  | Степове        | Степовое (Stepowoje)              |
| Sumzi                    | Сумці          | Сумцы (Sumzy)                     |
| Trijtschate              | Трійчате       | Тройчатое (Troitschatoje)         |
| Trojizke                 | Троїцьке       | Троицкое (Troizkoje)              |
| Werchnij Byschkyn        | Верхній Бишкин | Верхний Бишкин (Werchni Bischkin) |